# Црква Светог Николаја у Липовици
Црква Светог Николаја у Липовици, насељеном месту на територији општине Лебане, православни је храм који припада Епархији нишкој Српске православне цркве.
Црква посвећена Светом Николају, подигнута је 1915. године, трудом и средствима мештана, а освећен је 26. јула 1915. године, руком епископа нишког Доситеја Васића. Храм је обновљен у току 2018. и 2019. године.